# Pollution due à l'alpinisme
La pollution due à l'alpinisme est constituée principalement des ordures déposées par les alpinistes lors de leurs courses en montagne, ou, plus souvent, lors de leurs bivouacs. Peu visible durant plusieurs décennies, elle devient un phénomène de grande ampleur à partir des années 1990, du fait de la démocratisation de l'escalade, du trekking et plus généralement du tourisme en haute montagne.

## Types de déchets

Nombre d'ascensions réussies de l'Everest de 1950 à 2010.

La quantité de déchets est directement liée à la hausse de la fréquentation des sommets, en particulier de ceux jugés très difficiles, comme ceux de l'Himalaya, des Andes méridionales ou d'Alaska. Ainsi, le 22 mai 2019, « environ 320 personnes » sont comptabilisées simultanément sur la même arête d'accès au sommet de l'Everest. Le camp de base côté népalais compte en saison environ 1 500 résidents permanents, dont certains touristes n'ayant pas le moindre rapport avec l'alpinisme, et est desservi par hélicoptère pour certaines personnes ou certains services. De même, le mont Blanc est fréquenté chaque année par environ 30 000 personnes dans les années 2010.
Les principaux déchets déposés en montagne sont des équipements, soit jetables (emballages alimentaires et sacs plastique en particulier), soit pérennes mais détériorés (tentes, cordes). À proximité des sommets situés à très haute altitude, que les alpinistes gravissent souvent avec une assistance respiratoire, sont également souvent jetées les bouteilles d'oxygène. À partir de la pandémie de Covid-19, sont par ailleurs retrouvés des masques ou des bouteilles jetables de gel hydroalcoolique, identifiés par les trois quarts des répondants à un sondage sur le sujet. Les mêmes participants estiment en 2023, à hauteur de 60 % du panel interrogé, que la pollution en montagne a augmenté lors des cinq années précédentes.

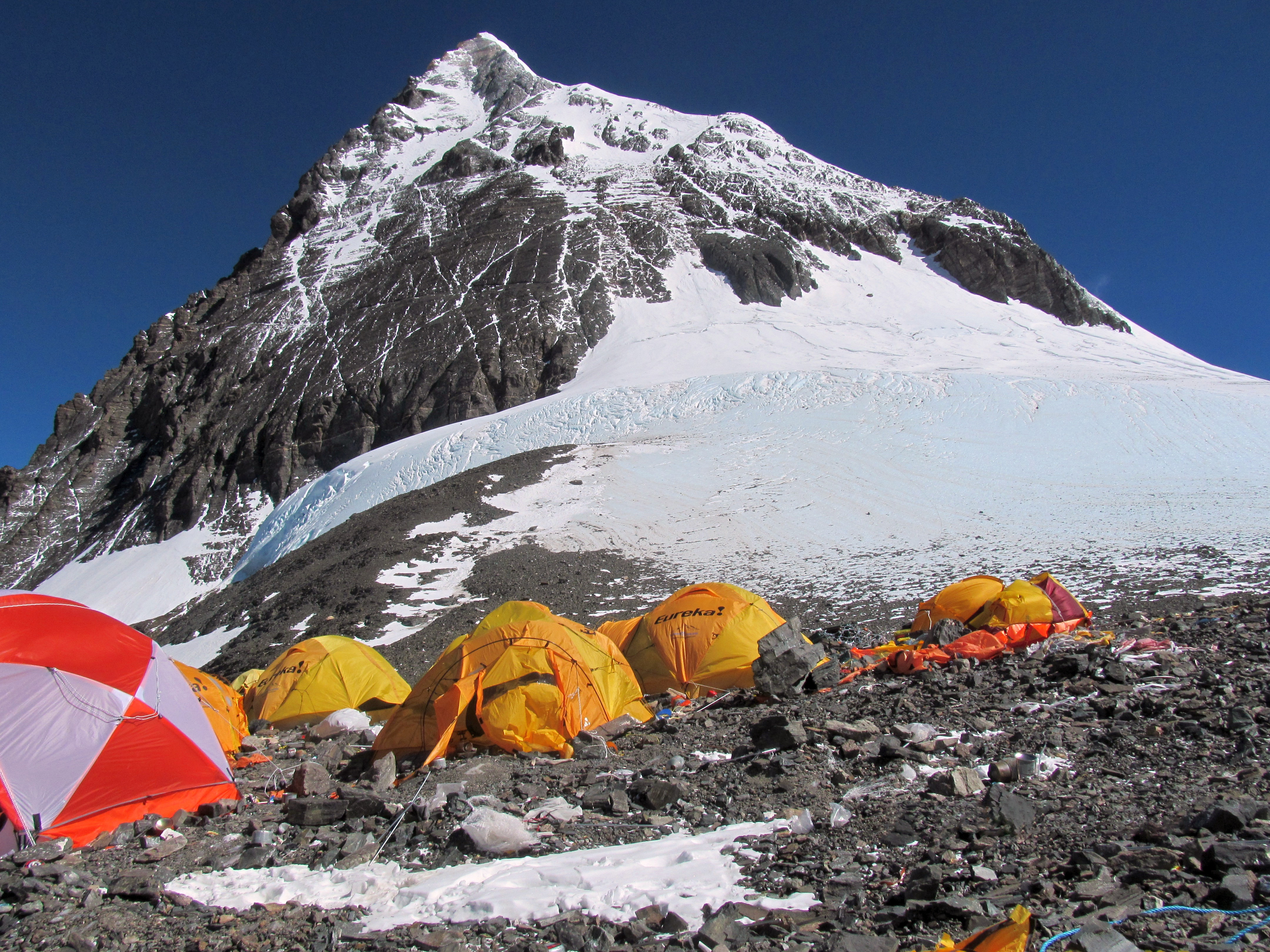
Le camp 4 (col Sud) de l'Everest en 2013 : ustensiles de cuisine, cordes et emballages entourent les tentes.

Un autre problème est celui des excréments dispersés sur l'itinéraire, qui, du fait du froid, ne se dégradent pas et subsistent en l'état durant des années. Un autre type de déchet organique est constitué du corps des alpinistes morts durant leur ascension et dont le corps n'a pas été rapatrié.
Une autre forme de pollution, non visible, est due aux produits d'imperméabilisation et d'isolation des équipements sportifs (vêtements, sacs, chaussures), en particulier aux perfluorocarbures. Ces produits, très volatils, se dispersent avec l'usure des équipements qu'ils protègent. Ils se retrouvent pour partie dans l'atmosphère, où ils participent à l'effet de serre, étant dotés d'un potentiel de réchauffement global important, tandis que le reste de ces produits finissent dans l'eau, alors qu'ils sont classés comme « cancérigènes probables ».

## Actions et incitations

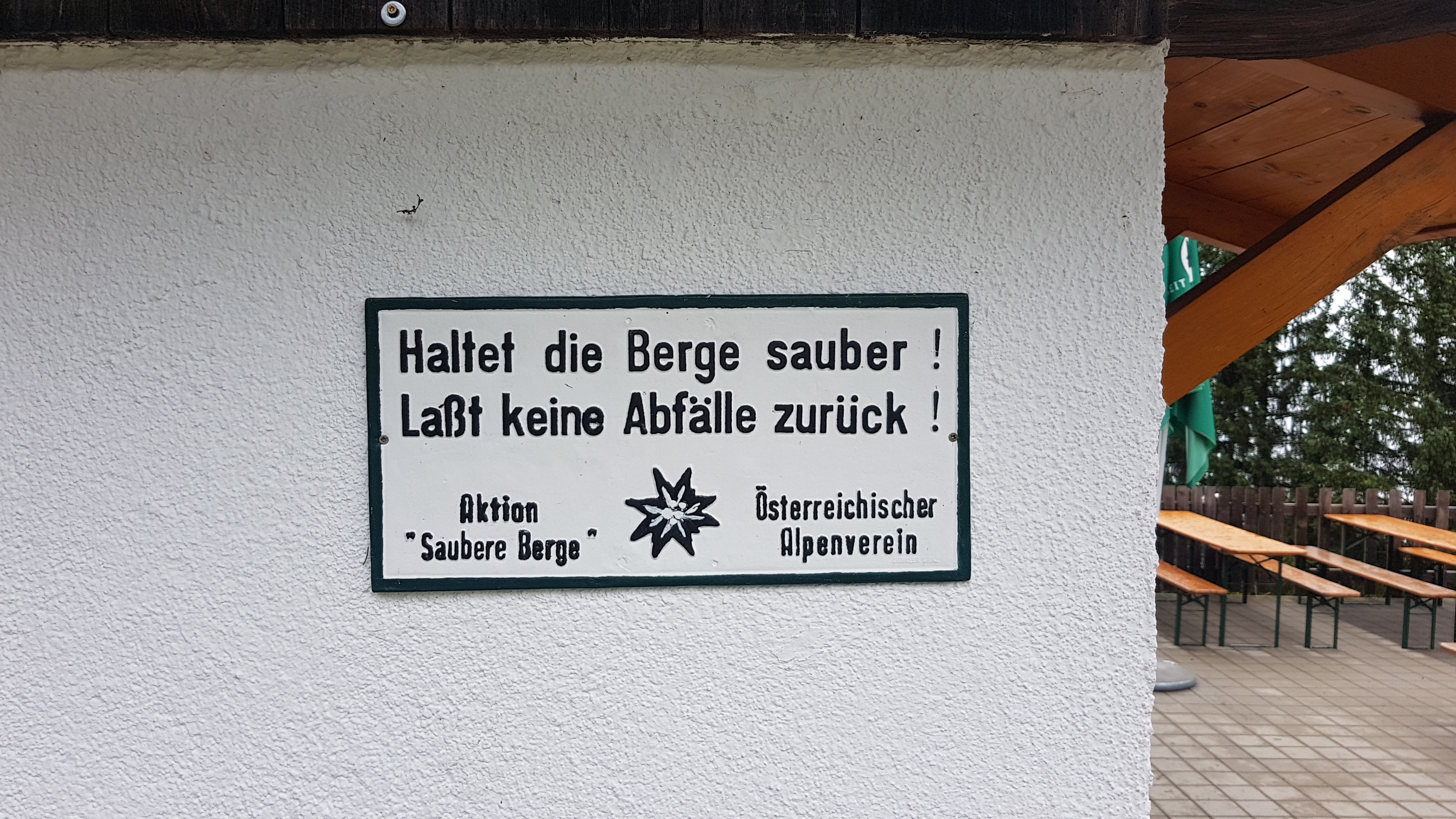
Affichage éducatif dans un refuge autrichien.

Les collectivités locales, associations de guides et associations de lutte pour l'environnement tentent de mener d'une part des actions de collecte et de nettoyage, et d'autre part de prévenir les dépôts sauvages.
Ainsi, au refuge du Goûter, lieu privilégié d'accès au mont Blanc par la voie normale, un service hebdomadaire de ramassage et de transport des déchets est organisé par hélicoptère, transport lui-même fortement consommateur en énergies fossiles ; environ 500 kilogrammes d'ordures diverses sont ainsi acheminées,.
Au Népal, où les ascensions himalayennes nécessitent à la fois un long séjour en altitude et un matériel important, les associations de défense de l'environnement puis les autorités tentent à partir des années 1990 d'endiguer la pollution des sites montagneux. En 1990, Mountain Wilderness nettoie ainsi l'éperon des Abruzzes, voie normale d'ascension du K2.
Le paiement par les utilisateurs d'une caution de 4 000 dollars qui n'est remboursée qu'en cas de prise en charge par l'alpiniste d'une certaine quantité de déchets s'avère peu efficace. Face à l'échec de cette mesure, le Népal décide d'imposer en avril 2014 le ramassage de huit kilogrammes de déchets par alpiniste, sans compter les siens propres, sans quoi le gouvernement attaque en justice les contrevenants. Côté tibétain, la Chine met peu à peu en place des règles similaires.
En 2010, une expédition est menée dans le but spécifique de rapporter les cadavres d'alpinistes abandonnés au-dessus de 8 000 mètres. La même année, par ailleurs, l'association Saving Mount Everest est fondée à l'initiative de l'Autrichien Kurt Luger, ayant pour but de ramasser les déchets déposés depuis de nombreuses années. En trois ans, environ dix tonnes de déchets sont collectées et ramenées dans la vallée pour y être traitées. D'autres associations partageant le même but se créent, comme Clean Everest, sous l’impulsion de l'alpiniste française Marion Chaygneaud-Dupuy, qui ramasse de 2016 à 2019 environ 8,5 tonnes de déchets sur les dix tonnes estimées présentes en haute altitude.  À la fin des années 2010, les pratiques se sont globalement améliorées ; toutefois, l'avalanche de l'Everest de 2014 ensevelit de grandes quantités de matériel. En 2017, la masse de déchets accumulée entre le camp de base et le sommet est évaluée entre quatre et cinq tonnes.
Sur le versant chinois (septentrional) de l'Everest, un projet d'installation d'un bloc de toilettes « écologiques » est envisagé, à 7 028 mètres d'altitude, afin de collecter les excréments des alpinistes et de les réacheminer en pied de massif en fin de saison.